# Cône kählérien
Le cône Kählérien ou le cône de Kähler est un objet fondamental de la géométrie complexe qui permet de décrire les structures kählériennes sur une variété complexe. C'est en particulier un cône convexe qui naturalise la notion de structures kählérienne "moyenne" sur une variété complexe qui joue un rôle important dans la classification des variétés algébriques. L'étude des cônes Kählériens a mené vers plusieurs résultats intéressants tels que l'existence de Kähler-Einstein ou la conjecture de Yau-Tian-Donaldson ainsi qu'en théorie des cordes et la symétrie miroir  pour l'étude des extras-dimensions en physique.

## Définition
Soit (X,ω) une variété kählérienne compacte, et soit {\displaystyle \{\alpha \}\in H_{BC}^{1,1}(X,\mathbb {R} ):=H_{BC}^{1,1}(X)\cap H_{DR}^{2}(X,\mathbb {R} )}où {\displaystyle H_{BC}^{1,1}(X)} est le groupe de cohomologie de Bott-Chern (en) de bidegré (1,1) de X et {\displaystyle H_{DR}^{2}(X,\mathbb {R} )} et le deuxième groupe de cohomologie de De Rham de X. Alors on dit que {\displaystyle \{\alpha \}} est une classe kählérienne si elle contient une forme kählérienne.
L'ensemble des classes kählériennes sur X est appelé cône Kählérien de X, noté généralement par {\displaystyle {\mathcal {K}}_{X}}. Ce cône est évidemment non-vide car au moins il contient {\displaystyle \{\omega \}}, et il est clairement ouvert par définition.
Il existe un moyen concret de caractériser cette objet ce qui fut l'objet de l'article de Jean-Pierre Demailly et Mihai Păun sur la caractérisation numérique du cône kählérien d'une variété kählérienne compacte.

## Théorème (Caractérisation numérique du cône kählérien d'une variété kählérienne compacte)
Soit (X,ω) une variété kählérienne compacte. Alors son cône kählérien est l'une des composantes connexes du cône suivant :{\displaystyle {\mathcal {P}}=\left\{\{\alpha \}\in H_{BC}^{1,1}(X,\mathbb {R} );\int _{Y}\alpha ^{p}>0{\text{ pour tout sous-ensemble analytique irréductible }}Y\subset X\right\}}
La démonstration élaborée dans ce papier s'appuie sur des techniques ingénieuses de concentration de masse et de régularisations de courants kählériens qui ont d'ailleurs permit d'établir de nouveaux résultats intéressants concernant la caractérisation des Variétés de Fujiki-classe {\displaystyle {\mathcal {C}}}  et la généralisation de ce résultats au cas des variétés de Moishezon (version intégrale des variétés de Fujiki-classe {\displaystyle {\mathcal {C}}}) par Bernard Shiffman et Shanyu Ji. Une autre méthode plus directe de démontrer ce résultat s'appuie sur une version plus générale des Inégalités de Morse transcendantes "qualitatives" de J-P. Demailly, vraie même pour les variétés non-kählériennes prouvée par Jian Xiao et une manipulation plus raffinée d'estimations dans une équation de Monge-Ampère.

## Exemples et Conséquences
Dans le cas où {\displaystyle X=\mathbb {C} ^{n}/\Lambda } est un tôre complexe générique, il n'y a pas de sous-ensembles analytiques propres, donc la condition de positivité du cône {\displaystyle {\mathcal {P}}} est traduite ainsi : {\displaystyle \{\alpha \}^{n}=\int _{X}\alpha ^{n}>0}. Sur un tôre, les classes de bidegré (1,1) sont en correspondance avec les formes hermitiennes constantes sur {\displaystyle \mathbb {C} ^{n}}. Ainsi {\displaystyle {\mathcal {P}}} dans ce cas correspond aux formes hermitiennes constantes sur {\displaystyle \mathbb {C} ^{n}}dont le déterminant {\displaystyle \det(\alpha )>0}. Le théorème dans ce cas se traduit en un résultat élémentaire d'algèbre linéaire qui dit que l'ensemble {\displaystyle {\mathcal {K}}_{X}} des formes définies positives est l'une des composantes connexes de l'ensemble ouvert {\displaystyle {\mathcal {P}}=\left\{\alpha \}\in H_{BC}^{1,1};\det(\alpha )>0\right\}}.
Peu après la rédaction de l'article de Jean-Pierre Demaily et Mihai Păun, Daniel Huybrechts a montré dans son article que le théorème énoncé peut être utilisé pour calculer le cône de Kähler d'une variété hyperKählerienne compacte très général ; il coïncide avec le cône positif associé à la forme quadratique de Beauville-Bogomolov.
Cette caractérisation numérique du cône kählérien joue également un rôle fondamental dans la théorie de la déformation des variétés kählériennes compactes ; ce cône reste invariant par déformation en dehors d'une union dénombrable d'ensembles analytiques.